# Isaba
Isaba (cooficialmente en euskera: Izaba) es una villa y un municipio español de la Comunidad Foral de Navarra, situado en la merindad de Sangüesa, en la comarca de Roncal-Salazar, el valle de Roncal y a 94 km de la capital de la comunidad, Pamplona. Es el municipio de mayor población de los siete que forman el valle. Su población en 2024 fue de 385 habitantes (INE). 
La villa se ubica en una ladera de un promontorio en la confluencia de los ríos Uztárroz, Belagua y Belabarce que, a partir de ahí, forman el río Esca y al pie de la peña de Ardibidiguinea y cerca de la de Ezkaurre, está formado por las típicas casas de montaña con empinados tejados a dos y a cuatro aguas. Es el cuarto municipio más extenso de Navarra con 146,89 kilómetros cuadrados.
Su gentilicio es isabarrés/esa[cita requerida] o izabarra, tanto en masculino como en femenino.

## Toponimia
Isaba es un topónimo de etimología enigmática, que nadie ha sabido explicar de forma convincente. Tal y como menciona Mikel Belasko en su libro Diccionario etimológico de los nombres de los pueblos, villas y ciudades de Navarra algunos autores simplemente relacionan el nombre con otras localidades de la región como Eslava en Navarra o Sádaba en Aragón, sin poder ir más allá. 
Alberto Angos, autor de Erronkariera, propuso hace años un posible significado para el topónimo. Estaría compuesto de dos elementos: IZ (agua) y aba (boca, subdvariedad del dialecto roncalés) Iz se encuentra hoy en día en el vocabulario y toponimia vasca: Izpazter (rincón, límite del agua o mar), izurde (delfín, cerdo de agua), izerdi (sudor, medio agua, casi agua), Izaro (isla). Hay que tener en cuenta que en Isaba o Izaba confluyen tres ríos: Belagua, Uztárroz y Belabarze. Este hipotético significado haría referencia a esta confluencia o desembocadura de aguas. 
El nombre de la localidad en euskera es Izaba. Se pronuncia de forma bastante similar al nombre en español.

## Geografía
Está situada a 96 km de Pamplona al noreste de Navarra, en la frontera con la provincia de Huesca al este y de Francia al norte. En su término municipal se encuentra el pico más alto de la geografía navarra, la Mesa de los Tres Reyes, llamada así porque se encuentra justo en la confluencia de los antiguos reinos (actuales comunidades autónomas) de Navarra y de Aragón con el (también antiguo reino) de Francia.

### Clima
Debido a su altitud de 809 m s. n. m. Isaba posee un clima de montaña con temperaturas muy bajas en invierno y altas en verano. Isaba tiene precipitaciones muy abundantes superiores a los 1500 mm anuales y a menudo en forma de nieve entre noviembre y abril, aunque ha llegado a nevar en mayo, junio y octubre. En invierno las heladas son importantes muchas veces inferiores a los -10 °C aunque la temperatura mínima absoluta es de -27 °C.
Como las temperaturas son extremas en los días despejados de invierno la mínima desciende hasta los -10 °C al amanecer y la máxima sube hasta los 8 °C al mediodía.
En primavera y otoño las temperaturas son aún más extremas en los días despejados la mínima desciende hasta los -2 °C al amanecer y la máxima sube hasta los 20 °C al mediodía.
Las temperaturas más extremas son en verano en los días despejados la mínima desciende hasta los 6 °C y la máxima sube hasta los 30 °C al mediodía. 
Temperatura mínima absoluta -27 °C
Temperatura máxima absoluta 40 °C
Temperatura media anual. 8.4 °C
Temperatura media enero. 0 °C
Temperatura media julio. 17.5 °C
Temperatura media más alta. 9.2 °C 
Temperatura media más baja. 6.9 °C
Máximo días de lluvia mes. abril 26
Máximo días de nieve mes. enero 20

### Barrios
La villa está dividida en seis barrios denominados: Izarjentea, Mendigatxa, Barrikata, Bormapea, Burgiberria y Garagardoia.

### Localidades limítrofes
Las localidades más cercanas son el resto de pueblos que forman el Valle de Roncal: Uztárroz, Urzainqui, Roncal, Garde, Vidángoz y Burgui. En la provincia de Huesca la localidad más cercana es Ansó y si cruzamos la frontera francesa nos encontramos con Arette.

## Historia
Historia a vuelapluma
Por los vestigios encontrados en la zona, es fácil deducir el origen pastoril de los pobladores que en el Neolítico poblaban este término. Aquellos primeros pastores, nos dejaron memoria de su existencia a través de los dólmenes encontrados en la zona de Larra-Belagua, como son los de Arrako, Roizu (dos), y Sakulo.
Se han encontrado también, otro junto al campin de Asolaze y dos en Lubrakieta y Belabarze.
En alguno de estos monumentos funerarios de la prehistoria se han hallado puntas de flecha, piezas de sílex, cuentas de collar elementos de bronce e incluso una pieza de oro que se conservan en el Museo de Navarra.
Los dólmenes, en la actualidad han sido señalizados para su fácil identificación.
El primer documento conocido en el que se cita al Valle de Roncal es una escritura de donación del monasterio de Burdaspal (próximo a Roncal), allá por el siglo XI.
Al Valle de Roncal puede suponérsele autonomía y una estructura administrativa comunal desde el siglo IX e incluso antes.
El Valle del Roncal adquirió en tiempos remotos una serie de privilegios que aún siguen vigentes entre los que destacan dos conseguidos a sangre y fuego. A ellos se hace referencia, en los capítulos dedicados a la Batalla de Olast y a las Bardenas Reales. 
Además los roncaleses tienen concedido por Carlos III, el fuero general que les reconoce y confirma como “Caballeros, hidalgos, e infanzones”, y les permitía tomar como propio el escudo del Valle.
Los roncaleses tenían la obligación de mantenerse durante toda su vida activa en disposición de defender sus tierras. A cambio disfrutaban de determinados privilegios, como elegir a su propio “capitán a guerra”, exención del servicio militar de sus fronteras, y libre comercio con Francia.
Aunque estos tres privilegios no subsisten hoy, los roncaleses fueron los últimos navarros en perderlos.
Desde el siglo XI se sabe de la existencia de lugares y villas con alcalde.
Desde el siglo XIV las villas que pertenecen a la comunidad del Valle del Roncal son Isaba, Uztarroz, Urzainqui, Roncal, Garde, Vidángoz y Burgui.
En el siglo XIII se despobló definitivamente Navarzato situado entre Roncal y Garde.
El órgano de gobierno del Valle es la Junta General del Valle, que resuelve los problemas y administra los intereses económicos, básicamente los ganaderos y forestales.
El Valle ha sufrido intentos de secesión del mismo por parte de Isaba y Burgui que finalmente no fraguaron.
El Valle de Roncal tiene capacidad de regirse en cuanto a gestionar su patrimonio (mancomunidad de pastos, aprovechamientos de madera, disfrute de las Bardenas, etc.), y a cuáles han de ser las relaciones de los vecinos con el mismo, mediante las ordenanzas del Valle.
Otras ordenanzas han ido paulatinamente dejando de tener vigencia en la medida en que la modernidad ha cambiado hábitos de vida y costumbres. Algunas de estas ordenanzas hacían referencia al traje típico roncalés, heredad, régimen interno de los municipios, etc. 
La batalla de Olast:
Existe cierta confusión en cuanto a la fecha, y en cuanto a los personajes que participaron en la Batalla de Olast, pero lo cierto es que esta se produjo y que dio origen a ciertos privilegios a los habitantes del Valle.
La versión más fiable, cuenta como en el año 785? Los musulmanes dirigidos por Abderrahmán el Gafequi?, caudillo del Califato de Córdoba, realizaron diversas incursiones por el este y norte de Navarra llegando incluso a cruzar los Pirineos para atacar algunas posiciones de los Francos en Tolosa. Al regreso de una de esas incursiones los sarracenos se encontraron con que los habitantes del actual Valle del Roncal, se habían unido para esperar el paso por sus tierras del ejército. En el encuentro los roncaleses persiguieron a los foráneos hasta un paraje cercano a Yesa llamado Olast, donde derrotaron definitivamente a los de Abderraman.
A partir de este momento, la historia se convierte en leyenda y se cuenta cómo cuando los roncaleses tenían capturados a los musulmanes, se produjo una discusión entre lo que había de hacerse con el Caudillo del mismo. Unos decían que llevarlo como rehén y otros que matarlo. Cuando la discusión subía de tono salió de las filas del ejército cristiano una guerrera roncalesa que se acercó a Abderraman y lo decapitó. De ahí la imagen en el escudo de todas las villas del valle con la cabeza de un rey moro cortada sobre un puente supuestamente próximo a Olast
Las Bardenas Reales y la Cañada Real de los Roncaleses:
Hablar de la historia del Valle es hablar de la explotación ganadera y forestal. La primera se remonta a tiempos inmemoriales, y la segunda tiene su auge desde el siglo XVIII.
La trashumancia del ganado a tierras con climas más benignos y pastos para el invierno fue práctica masiva hasta hace unos decenios y está con frecuencia en el recuerdo de los más mayores del Valle. Las Bardenas de Navarra y otras zonas de Aragón eran los destinos de miles y miles de cabezas de ganado y de sus pastores, que pasaban los duros meses de invierno alejados de sus casas y sus familias. Año tras año se repetía esta peregrinación de la que nos ha quedado como vestigio, no del todo obsoleto aún, la más importante , larga y mejor conservada de las cañadas reales de Navarra.
Las Bardenas Reales son un espacio semidesértico que se encuentra situado al sudeste de Navarra y sobre el que los roncaleses tienen privilegio de disfrute desde que les fuera concedido en el siglo IX y confirmado por los reyes Juan II y Doña Catalina en 1446.
Dicho privilegio es a perpetuidad y tiene su origen en la batalla de Ocharren en la que los roncaleses tuvieron un destacadísimo papel.
Corría el año 821 cuando una fuerte columna árabe avanzaba contra los reductos de la montaña navarra.
El Rey Sancho García les salió al paso en la comarca de las Bardenas. La vanguardia del ejército cristiano era roncalesa, y fue la primera que entró en contacto con los árabes en las inmediaciones de la aldea de Ocharren. La victoria sobre los moros fue total quedando el ejército extranjero derrotado y disperso. Sobre el mismo escenario de la batalla, el Rey concedió a los roncaleses el disfrute de pastos sobre las Bardenas. Más de mil años llevan las ovejas del Valle del Roncal llegándose otoño tras otoño hasta esas tierras.
La Cañada Real de los roncaleses discurre de norte a sur, desde Belagua hasta los páramos del Valle del Ebro en las proximidades de la localidad aragonesa de Tauste.
A principios de siglo unas 100.000 cabezas de ovino roncalés descendían de trashumancia por esta vía pecuaria, en la actualidad son escasamente 20.000 cabezas las que bajan a lo largo de la citada cañada.
Se podría considerar la mejor conservada de la Comunidad, está deslindada y
amojonada prácticamente en su totalidad.
En estos momentos ya existe un intenso aprovechamiento recreativo de esta cañada al estar integrada en la red de grandes rutas con la denominación de GR-13. Son numerosos los itinerarios realizados a pie, en bicicleta y a caballo.
Esta cañada es una auténtica ruta cultural. Su trazado une pueblos y paisajes. Puede ser utilizada como aula de naturaleza para escolares y como soporte para el turismo rural en auge.
El Tributo de las tres vacas:
Esta ceremonia que se desarrolla ininterrumpidamente cada trece de julio desde tiempo inmemorial, tiene su origen en el conflicto que se dio en su día entre roncaleses y baretoneses y cuyo motivo no está definitiva e históricamente probado.
Del año 1375 corresponde la primera referencia documental que se conoce del Tributo, concretamente una sentencia arbitral en la que queda claro que ya entonces el origen de este acto se había perdido en la memoria histórica. Cualquier fecha que se asigne es pura hipótesis.
La leyenda habla de que el origen de la confrontación estuvo en la reyerta mantenida entre un Roncalés y un Baretonés, que desembocó en sucesivas emboscadas que terminaron con el pacto del Tributo.
Otra versión habla de conflictos por el derecho sobre pastos y fuentes que se tradujo en diversos episodios de violencia entre los de uno y otro lado de las vertientes pirenaicas, y que terminó en el tratado de paz que secularmente se conmemora.
Y la más reciente lo sitúa como un tributo de guerra. Se sabe que tras el incendio que padeció Isaba en 1427 en el que se quemó el archivo del Valle de Roncal, la persona encargada del cuidado del archivo, elaboró un libro en el que recogió todo lo que su memoria le permitió de cuanto había leído en los documentos quemados. Aquel libro sitúa el origen del tributo 628 años después de la fundación de Roma, o sea unos 125 años antes de Jesucristo y lo atribuye a la invasión Címbrica.
Los cimbrios, pueblos afincados en lo que hoy es el norte de Alemania, atravesaron los pirineos por el Valle de Roncal destruyendo y quemando sus pueblos ayudados por los habitantes del valle de Baretous.
Los roncaleses no tuvieron oportunidad de vengarse de los cimbrios, que pronto se alejaron, pero sí de los baretoneses, les hicieron guerra, les vencieron y se obligaron en el tratado de paz, a entregar anualmente un tributo perpetuo de tres vacas. Esta hipótesis, que sitúa el origen en un tributo de guerra, refuerza la idea de que se celebra de tiempo inmemorial, tal y como se recoge en documentos posteriores. Si fuera un tributo a cambio de pastos, este no podría ser perpetuo, bastaría con dejar de usarlos, pero la sentencia de
1375, y otras posteriores no dan lugar a una posible interrupción, por lo que nos hallaríamos ante un tributo de guerra perpetuo, avalado por tres importantes documentos.
El acto consiste en una ceremonia popularizada recientemente, en la que se reúnen los alcaldes de los pueblos de los valles de Baretous y de Roncal, en el lugar llamado piedra de San Martín.
Los Roncaleses y Baretoneses van ataviados con sus indumentarias tradicionales y el alcalde de Isaba, presidente de la ceremonia, pregunta por tres veces a los Baretoneses, si están dispuestos, como en años anteriores, a pagar el tributo de las tres vacas, “del mismo dentaje, pelaje y cornaje”; los alcaldes galos contestan afirmativamente. Acto seguido uno de los alcaldes Baretoneses coloca su mano derecha sobre el mojón (punto de reunión).
Sucesivamente superponen sus manos los roncaleses y los bearneses. El alcalde de Isaba coloca la suya encima de todas las demás y pronuncia las palabras rituales pax avant pax avant pax avant repetidas por los franceses.
Después el veterinario de Isaba reconoce las vacas aportadas por los franceses entre las que elige tres con las condiciones previstas (de dos años de edad, sin defectos y sanas), que son aceptadas; Tras entregar recibo de las vacas a los bearneses se procede al nombramiento de cuatro guardas para la custodia de los puertos faceros de Erlanz y Leja. El presidente les toma juramento y concluye con “si así lo hacéis Dios os lo premie y si no, os lo demande”.
El complemento feliz de este tradicional acto es un banquete.(me consta).
Los almadieros:
Para vinos Artajona
para praderas Baztán
para olivares Tudela
para almadieros Roncal
Jota con letra de Félix Urabayen
Maniobra de almadia.
En la segunda mitad del siglo XVIII la marina española precisa una inusitada cantidad de madera para la construcción de sus barcos. Este hecho favorece que Isaba y el Valle del Roncal se sumen de forma generalizada a la tala de árboles de sus bosques para atender tal demanda.
El sistema de transporte de dichos árboles, mucho antes de que las carreteras y camiones se hiciesen con el mercado, era la almadía.
Las almadías son embarcaciones formadas por varios tramos de maderos unidos entre sí para el transporte de madera por vía fluvial desde las zonas forestales hasta los mercados de venta.
Generalmente eran de dos o tres tramos unidos por su centro unos a otros por una jarcia de vara de avellano retorcida y muy fuerte, que servía para coserlos. En los extremos puntero y zaguero se colocaban uno o dos remos en la dirección del cauce para gobernar la almadía.
Las almadías Izabarres se preparaban en el río Belagua, a la altura de la balsa de Oncibieta, y bajaban por el Ezka pasando por Sangüesa, y otras localidades hasta llegar al Ebro, pudiendo seguir camino hasta el mar Mediterráneo.
La historia de los almadieros y sus embarcaciones se terminó definitivamente a
mediados de este siglo con la construcción del embalse de Yesa.
Los almadieros eran hombres de arrojo y valor con una salud a prueba de bombas, pues en sus descensos por el río, debían sortear multitud de peligros que en tramos determinados llegaron a cobrarse la vida de varios de ellos. No faltaba para el viaje la bota de vino y el zurrón con viandas.
Vestían espalderos de piel de cabra que les protegía hasta cierto punto del helador frío y de la humedad constante.
En muchas ocasiones, durante el trayecto debían desatascar la embarcación de un remanso o un recodo, y saltaban al agua calándose hasta los huesos.
La historia de los almadieros está llena de épica y de anécdotas. Aún es posible escuchar alguna de ellas entre los más mayores de Isaba y de otras villas del Roncal.
Una vez al año se celebra en Burgi el Almadiaren Eguna en el que se realiza una demostración de la bajada de un tramo del Ezka en almadía. Por otro lado, en Isaba junto al río, se puede apreciar una reproducción en tamaño real de una almadía, construida recientemente por los vecinos del pueblo como homenaje a tan singular y arriesgado oficio del pasado.
La francesada
La llegada de la República a Francia y la muerte del Rey francés Luis XVI fueron algunos de los detonantes que llevaron a la confrontación entre españoles y franceses, que comenzó en 1793.
Navarra creó su cuerpo de Ejército y en él se integraron las cuatro compañías de voluntarios roncaleses a las órdenes de su alcalde y Capitán a guerra, Don Pedro Vicente Gambra.
Estos voluntarios recorrieron la frontera desde el mar hasta Canfranc, Y tenían como principal misión la defensa de las fronteras del Valle de Roncal
En el año 1793 los roncaleses consiguen repeler, incluso, con la participación de las mujeres del Valle, dos grandes ataques franceses, consiguiendo tomar prisioneros y quemar el caserío de Sainte Engrâce.
A pesar de que el año 1794 es nefasto para los objetivos del ejército español, los roncaleses consiguen derrotar de nuevo a los franceses tras un ataque que estos iniciaron en el mes de agosto.
En 1795 concurren diversas circunstancias que minan la moral del ejército español. Sin embargo y tras una reacción popular que en Navarra se tradujo en el reclutamiento masivo de hombres, se fraguan algunos planes para pasar a la ofensiva, como el que tenía preparado el Capitán roncalés y que no pudo poner en marcha porque Godoy firmó la paz en Basilea el 22 de mayo.
El Valle del Roncal fue el único territorio a este lado de la frontera que no permitió el paso de los franceses y en reconocimiento a esta gesta, y es públicamente elogiado por este motivo el 1 de marzo de 1797. Se concedieron al Valle de Roncal dos cuartelados más en su blasón al que se añadieron un lebrel y un castillo en señal de su lealtad y su fortaleza.
La guerra de independencia
La guerra que se desata a partir de la invasión francesa, tiene en el Valle de Roncal diversos episodios entre los que destacan la victoria del urzainquiarra Don Gregorio Cruchaga, guerrillero y posteriormente lugarteniente del general Espoz y Mina, sobre una patrulla de tropas de élite francesas que había mandado el gobernador militar de Pamplona al valle del Roncal. Dicha patrulla se apoderó de Roncal en la noche del 23 de mayo de 1809 y la resistencia roncalesa fue dando cuenta en esa misma jornada de las tropas invasoras persiguiéndoles hasta la extenuación y liquidándolos por completo.
Una vieja copla recuerda el hecho:
Cientocincuenta franceses
a Val de Roncal subieron
y en las peñas de Yinyari
con sus armas perecieron
La respuesta a la masacre no se hizo esperar y columnas francesas enviadas desde Zaragoza y Huesca se encaminaron hacia el Valle. Tomaron, saquearon e incendiaron Burgi, subieron hasta las inmediaciones de Roncal y durante tres días fueron repelidos, por partidas de civiles armados. Al final la rendición fue inevitable ante el ejército más poderoso de Europa, y gracias a que la resistencia había sido heroica se consiguieron condiciones en la capitulación que permitieron una salida honrosa a los guerrilleros supervivientes y al resto de los habitantes del Valle.
Entre los guerrilleros que consiguieron salir de Roncal estaba Cruchaga que se incorporaría a las filas de Espoz y Mina.
La guerra trajo posteriormente otras desgracias y horrores al Valle, como nuevas incursiones francesas con los consiguientes incendios en las villas, y el gran saqueo e incendio en la retirada de los franceses hacia Francia a su paso por Isaba.

## Demografía
Isaba cuenta con una población de 385 habitantes (INE 2024).
| Gráfica de evolución demográfica de Isaba / Izaba entre 1842 y 2021 |
| |
| Población de derecho según los censos de población del INE Población de hecho según los censos de población del INEEn estos censos se denominaba Isaba: 1842, 1857, 1860, 1877, 1887, 1897, 1900, 1910, 1920, 1930, 1940, 1950, 1960, 1970, 1981 y 1991 |

La población de Isaba es la más numerosa del valle. Muchos habitantes viven y trabajan en Pamplona con lo que en realidad viviendo todo el año en Isaba la población casi se reduce a la mitad.
En el año 1910 la población llegó hasta los mil habitantes, pero poco a poco se fue reduciendo, así en 1975 contaba con 642 habitantes y ha seguido reduciéndose hasta la actualidad.
Este despoblamiento está ocasionando un envejecimiento progresivo de la población.

## Economía
La villa de Isaba es el mayor de los municipios de la comarca geográfica del Valle del Roncal. 
Pertenece a la Merindad de Sangüesa, la más extensa de las de la Comunidad Foral de Navarra.
Se rige mediante Ayuntamiento propio y regula su riqueza mediante la Junta del Valle del Roncal.

## Administración y política
Isaba, pertenece al partido judicial de Aoiz, dentro de la comarca de los Valles Pirenaícos Orientales, que está incluida a su vez en la merindad de Sangüesa.
El Ayuntamiento de Isaba está formado por siete miembros: el alcalde y seis concejales.
| 2023 | Carlos Anaut Abadía (A.I.G.) |
| 2019 | David Baines Pilart (A.I.S.) |
| 2015 | Jesús Barace Marco (A.I.U.)  |
| 2011 | Ángel Luis de Miguel (AI)    |
| 2007 | Ángel Luis de Miguel (AI)    |
| 2003 | Ángel Luis de Miguel (AI)    |
| 1999 | Ángel Luis de Miguel (AI)    |
| 1995 | Ángel Luis de Miguel (AI)    |
| 1991 | Domingo Ros (AI)             |
| 1987 | Gabriel Zalguizuri (AI)      |
| 1983 | Carlos Anaut (AI)            |
| 1979 | Miguel Ignacio Garcés (AI)   |
| 1975 | Orestes Tapia (AI)           |

| 2023     | AGRUPACIÓN INDEPENDIENTE GARBISA      |
| Alcalde  | CARLOS ANAUT ABADIA (GARBISA)         |
| Concejal | PEDRO ANTONIO PILART MARTÍN (GARBISA) |
| Concejal | KARIN HÜBNER (GARBISA)                |
| Concejal | AITOR PEREZ BUENO (GARBISA)           |
| Concejal | NACHO GARCÉS UTRILLA (GARBISA)        |
| Concejal | JAVIER TAPIA ELDUAYEN (GARBISA)       |
| Concejal | SERGIO UREÑA ANAUT (GARBISA)          |

## Monumentos

### Monumentos religiosos

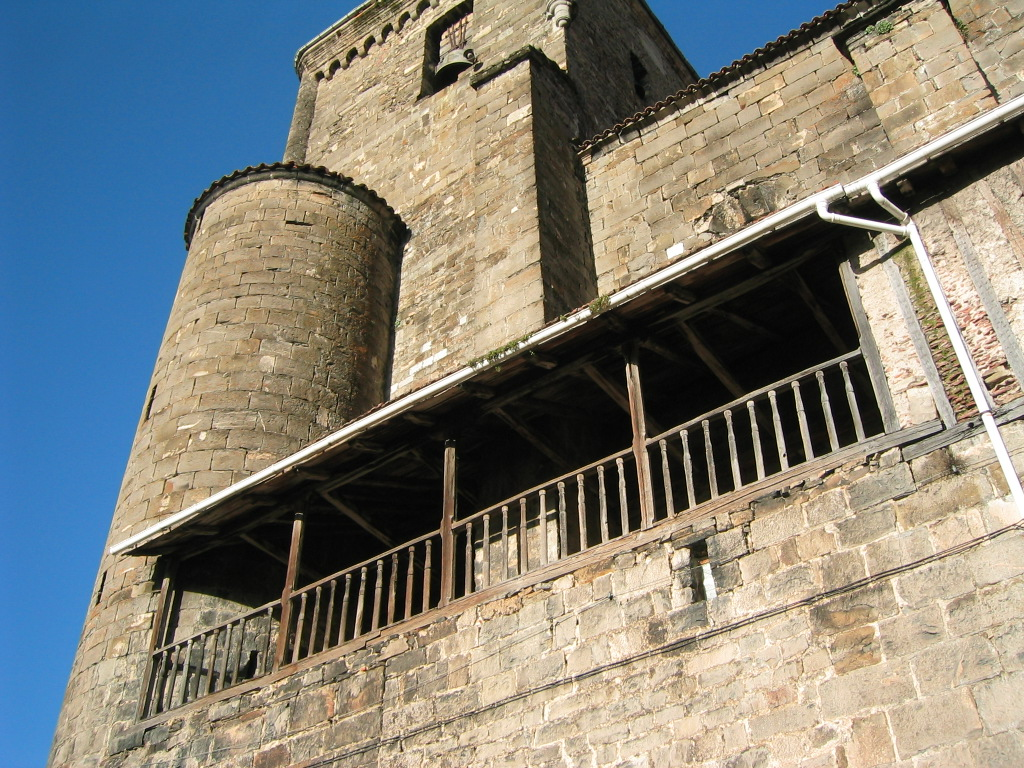
Iglesia de San Cipriano en Isaba.

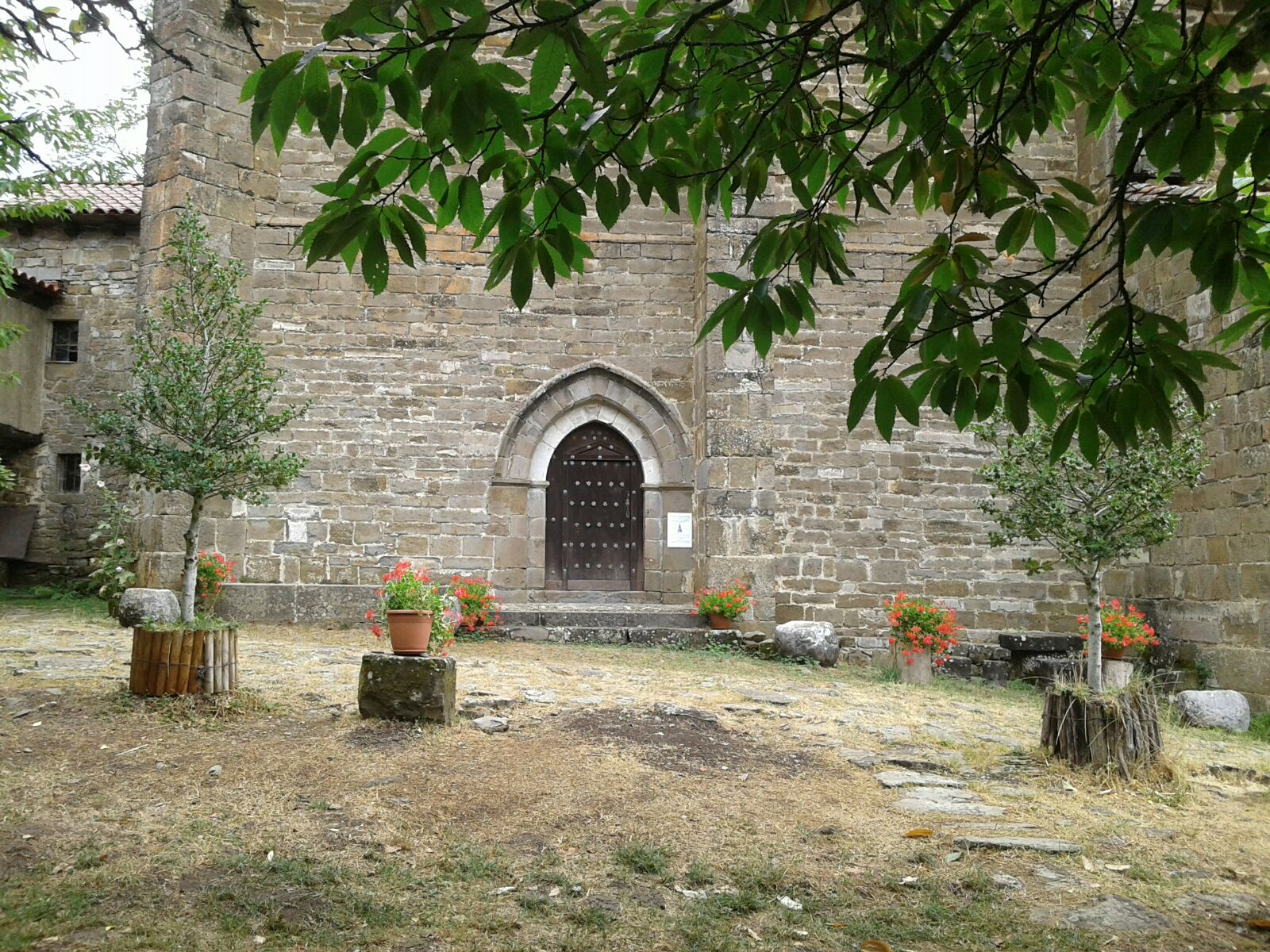
Ermita de Idoia en Isaba

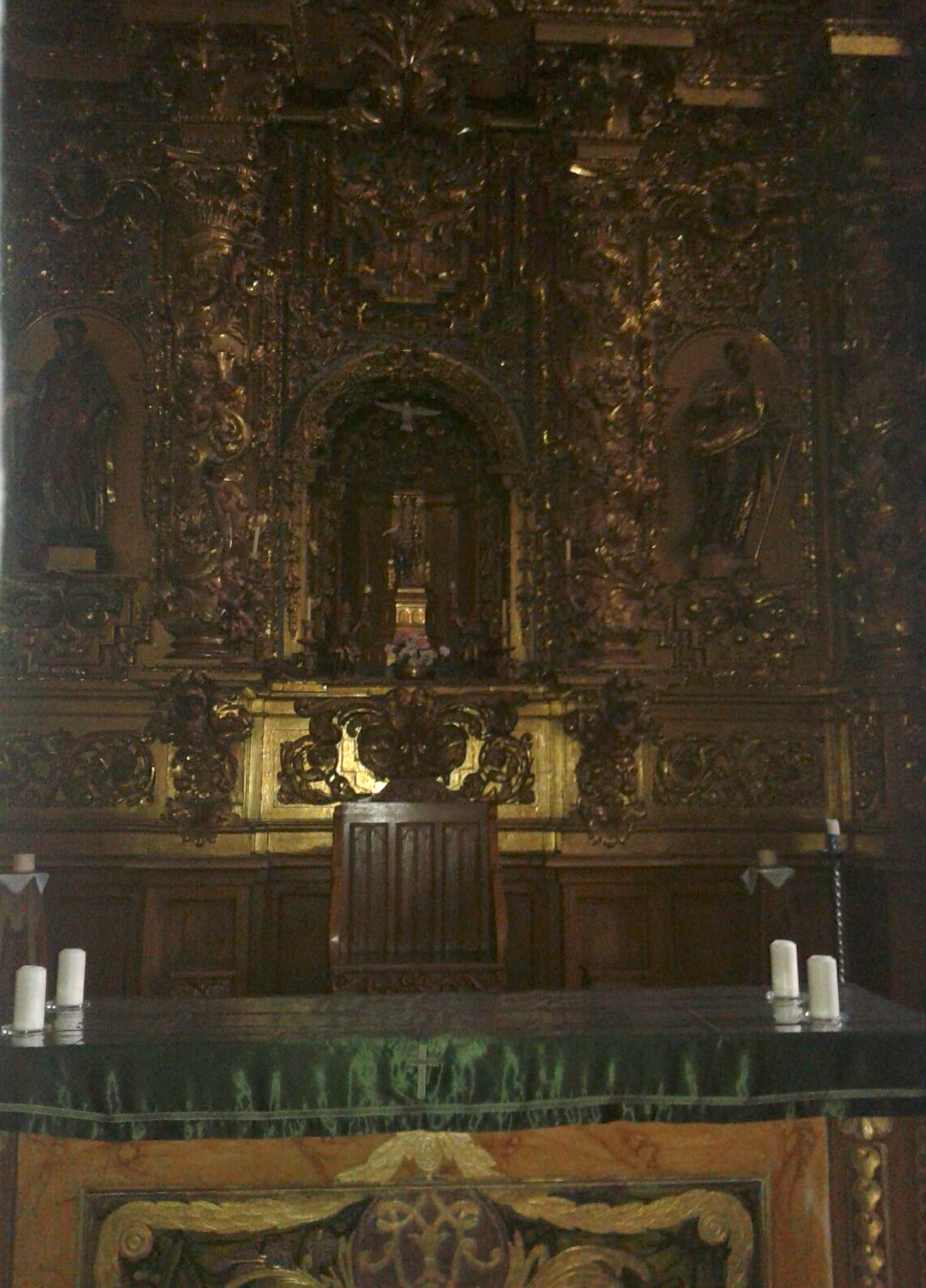
Virgen de Idoia

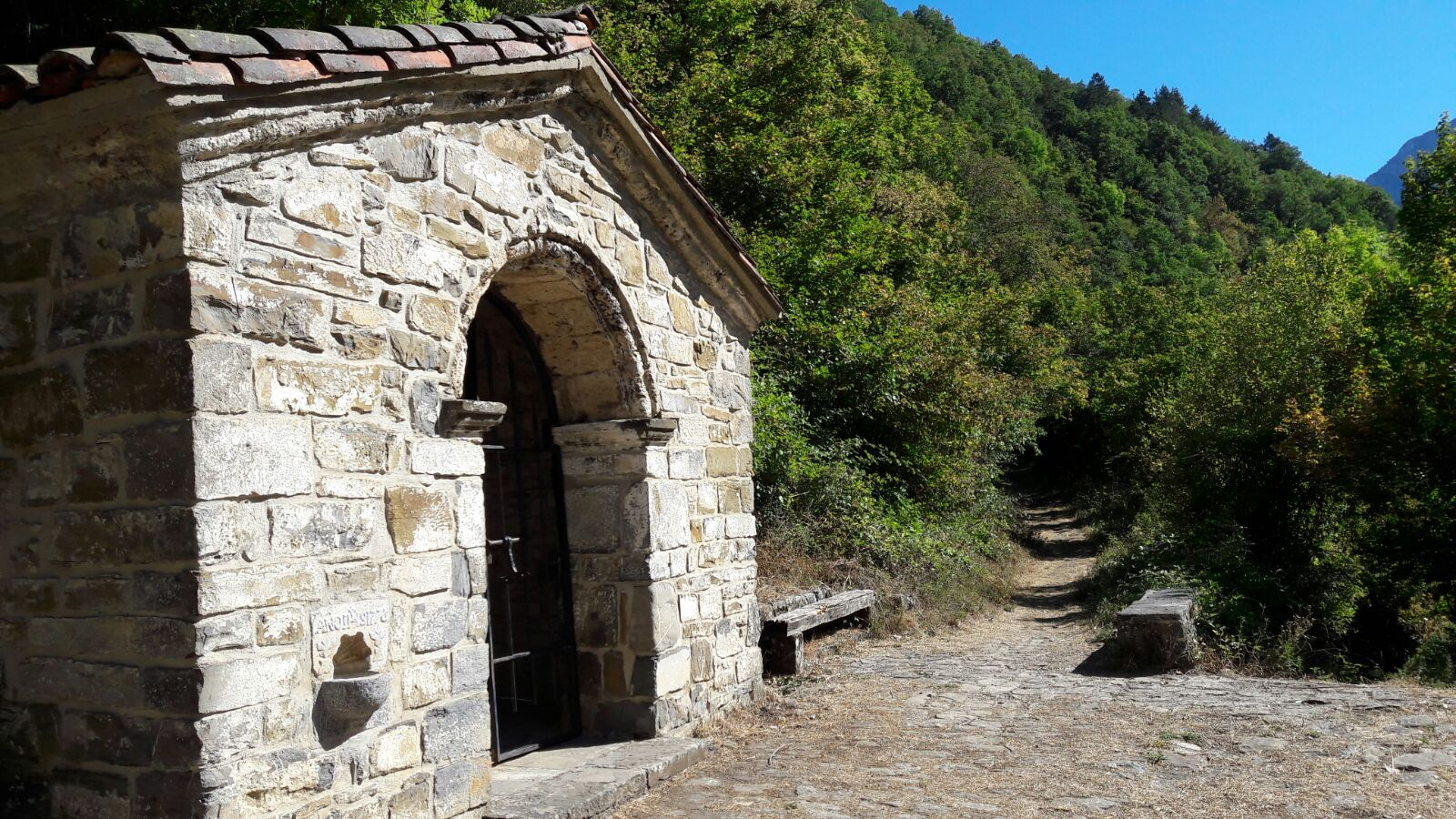
Ermita de Belén

- Iglesia de San Cipriano. Edificio con aspecto de fortaleza construido en piedra sillar en el siglo XV. Tiene una nave con cabecera poligonal y está cubierta por una bóveda de crucería estrellada. En fecha posterior se le añadieron dos capillas a cada lado de la nave cubiertas con bóveda de cañón. La torre está situada a los pies en el primer tramo de la torre.

En el interior destaca por su belleza el retablo mayor de estilo plateresco (1537, policromado por S. Pérez de Cisneros en 1586).
La capilla mayor está separada del resto de la nave por una reja gótica del siglo XVI.
Cuenta también con un bellísimo órgano barroco construido en 1751 por el zaragozano Silvestre Thomás. Fue restaurado en 1977 y es uno de los pocos ejemplares históricos de Navarra aptos para conciertos o para la grabación de discos.
- Basílica de Nuestra Señora de Idoya. Situada a 900 metros del núcleo urbano de Isaba, se accede a ella a través de un bonito camino empedrado en algunos tramos y de tierra en otros.

En su fábrica se aprecia el núcleo medieval, recrecido con cubierta del siglo XVI.
La basílica exteriormente tiene forma rectangular, con muros de sillar de mediano tamaño bien labrado.
En su interior preside el templo un retablo barroco de hacia 1700. En el centro del retablo encontramos una talla gótica de la Virgen de Idoya del siglo XIII, que sigue la tipología de virgen sedente con el niño Jesús sobre la rodilla izquierda.
Una buena reja de hierro del siglo XVI compuesta por barrotes lisos y helicoidales y rematada por lises y puntas de lanza, separa la nave del presbiterio.
En una pared cuelga un crucificado barroco del siglo XVI de 80x70 cm de madera policromada en actitud agonizante con la cabeza ladeada.
Adosada a la ermita se encuentra la casa del ermitaño en la que se puede visitar un pequeño museo etnográfico en el que se pueden ver desde antiguas herramientas hasta fotos de primeros del siglo XIX.
- Ermita de Nuestra Señora de Arrako. Se encuentra a las faldas del monte Bimbalet, a diez kilómetros de Isaba. En el año 1793 fue saqueada por tropas francesas, que sustrajeron una patena, un cáliz y una corona de la Virgen, así como mil cabezas de ganado.[4]

- Ermita de Belén

## Fiestas
- Romería a la Virgen de Idoia. El Lunes de Pentecostés.
- Fiesta de las Idoyas. Homenaje de las personas que llevan este nombre a la Virgen de Idoya. El primer domingo de julio.
- Tributo de las tres vacas, el 13 de julio.
- Romería a la Virgen de Arrako, el 26 de julio.
- Fiestas patronales de Santiago del 24 al 28 de julio.
- Fiestas de San Cipriano en honor del titular de la parroquia, (del 15 al 18 de septiembre)
- Día de la Indumentaria Roncalesa, fiesta del traje típico roncales (primer fin de semana de agosto)

## Ocio
En Isaba está el último cine de pueblo de todo el pirineo navarro. Durante muchos años ha sido propiedad de la parroquia, pero en la actualidad está dirigido por un grupo de vecinos con el apoyo del Ayuntamiento.

## Curiosidades
Isaba y el resto del valle ha sido el lugar escogido por el cineasta Montxo Armendáriz para rodar dos de sus películas. En 1996 el director navarro rodó algunas escenas de su película Secretos del corazón en una casa típica de la villa. Esta película fue nominada como candidata a los Oscar como mejor película extranjera de habla no inglesa en el año 1997.
Más recientemente, en el año 2004, Isaba fue el escenario de la grabación de algunas escenas de la película Obaba, basada en la novela de Bernardo Atxaga, Obabakoak.
En ambas ocasiones el cineasta siempre encontró la colaboración y el apoyo de todo el pueblo, incluso muchos vecinos aparecen en las películas como figurantes.